# 東帝士百貨
東帝士百貨為一間曾位於台灣台南市北區的百貨公司，鄰近小北成功夜市與小北觀光夜市，為東帝士集團旗下事業之一，1986年開幕、2001年結束營業、2009年拆除，原址後於2020年9月興建南山台南廣場。

## 沿革
東帝士百貨於1986年11月30日開幕，由東帝士集團與日本大榮百貨（The Daiei, Inc.）技術合作，地址位於台南市北區立人路501號（1987年整併為西門路四段151號）。曾暫名台南小府城休閒購物中心，主體結構分為東帝士百貨與台南購物中心（英語：Tainan Shopping Center）兩個部分，而臺灣當時尚未出現購物中心性質的實質商場，該百貨則已具購物中心的雛型。
雖名為百貨公司，其動線規劃與格局較類似購物中心，分為靠近小北夜市側的東帝士百貨、其他部分就是圍繞著中庭的購物中心，並有台南首部ATM。一樓有中庭廣場，設有舞台經常舉辦歌星簽唱會、車展等活動，周邊規劃為名店街，另有溫娣漢堡；二樓有光南大批發；三樓為美食街、永漢國際書局、東帝大茶樓；四樓為電影院；五樓為室內遊樂場、冰宮、游泳池。頂樓為露天遊樂場。其特殊的挑空設計使每個樓層都能夠看到一樓中庭的舞台表演，並有透明電梯，加上緊鄰小北成功夜市，小北觀光夜市。從開幕（1986年）到結束（2001年）見證了台灣景氣最高峰、錢淹腳目的年代，是一代台南人的共同回憶，當時與遠東百貨（1975年開幕）並列台南市兩大百貨公司，亦是台南市北區唯一的百貨公司。
後因東帝士集團爆發財務危機，於2001年1月31日結束營業，並改做展覽館用途。由於攤位持有權紛爭，原址長達8年遲遲無法改建。2009年10月，東帝士百貨被銀行以不良債權擔保品轉委託台灣金聯資產管理公司並以新台幣10億元買下，並於2009年11月16日拆除。夷為平地後，2014年12月18日由台灣金聯資產管理公司以新台幣15億元轉售予南山人壽。

## 產權爭議
東帝士百貨在開幕前夕的招商時，大多數的櫃位都是直接出售給店家，而非出租，進而出現了產權複雜的問題，並種下1990年代末期經營失敗的因子。
2001年1月31日歇業後，因產權仍舊不完整，原本想改建成展覽館，又有其他業者想考慮接手等各種問題，便直接形成了一個拆不掉又改建不了的爛攤子，長達8年的時間仍舊閒置。即使是現今的南山台南廣場，產權問題仍舊還在，也在2020年9月重新施工到完工後招商時出現爭議，直至2023年12月確定由新光三越百貨進駐後，產權爭議才終於落幕。